# Аттербери, Джон
Джон Аттербе́ри (англ. John Atterbury; 4 августа 1941) — английский актёр и композитор.

## Биография
Джон Аттербери родился 4 августа 1941 года.

## Карьера
Джон дебютировал в кино в 1968 году, сыграв роль робота в телесериале «Доктор Кто», в котором он также играл чужеродного гвардейца в 1969 году. В 2007 году Аттербери сыграл роль Финиса Найджеллуса Блэка в фильме «Гарри Поттер и орден Феникса». В 2011 году он сыграл свою 13-ю и последнюю роль — члена совета 1 в фильме в фильме «Кухня любви».
В 2009—2011 года Джон выступил композитором трёх фильмов.

## Избранная фильмография
актёр
| Год       |   | Русское название             | Оригинальное название                     | Роль                      |
| --------- | - | ---------------------------- | ----------------------------------------- | ------------------------- |
| 1968—1969 | с | Доктор Кто                   | Doctor Who                                | робот/чужеродный гвардеец |
| 1994      | с | Скарлетт                     | Scarlett                                  | клерк суда                |
| 1998      | ф | Ловушка для родителей        | The Parent Trap                           | Гарет                     |
| 2007      | ф | Гарри Поттер и орден Феникса | Harry Potter and the Order of the Phoenix | Финис Найджеллус Блэк     |
| 2011      | ф | Кухня любви                  | Love's Kitchen                            | член совета 1             |